# Tulo

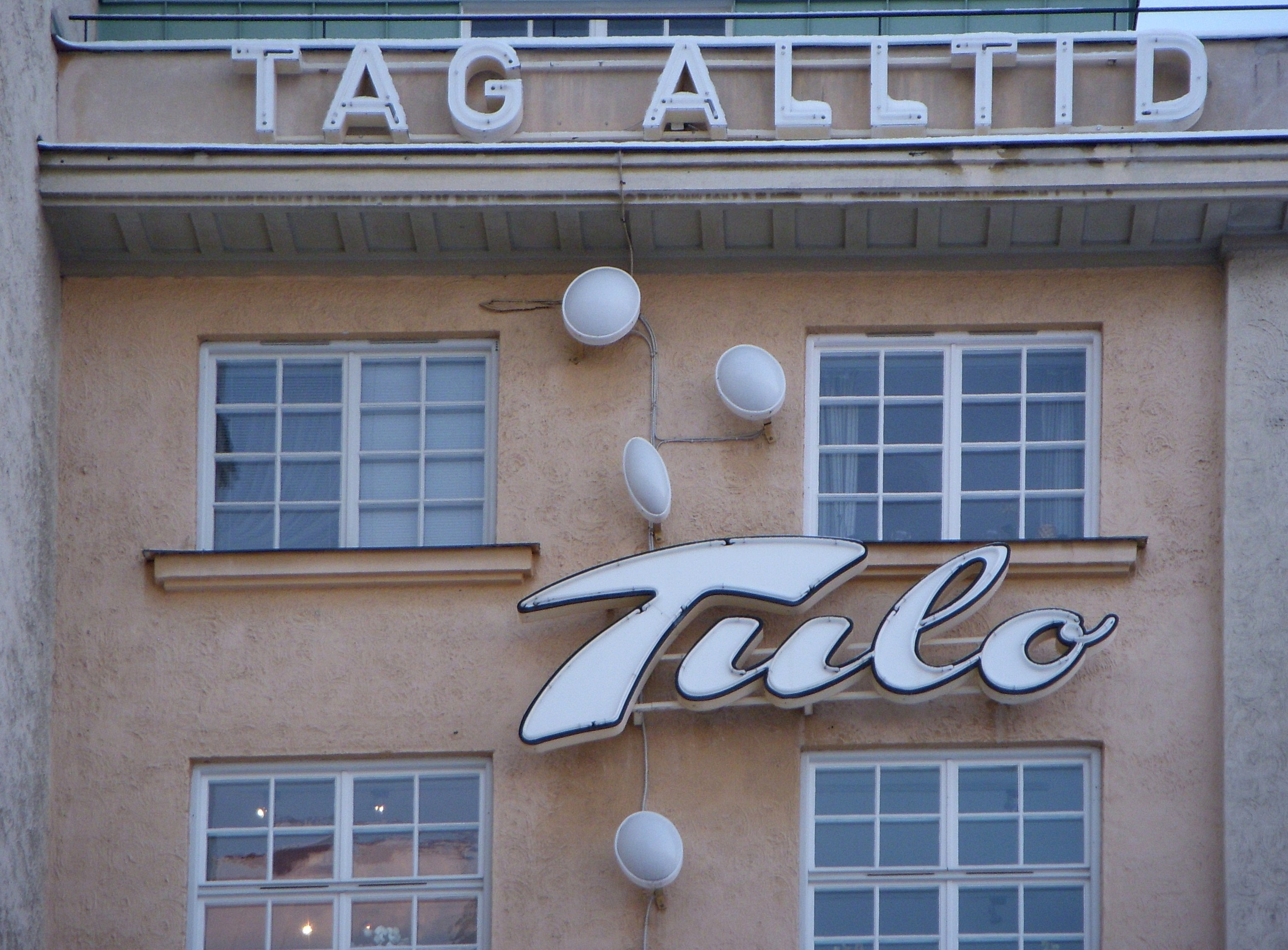
"Tag alltid Tulo" år 2010.

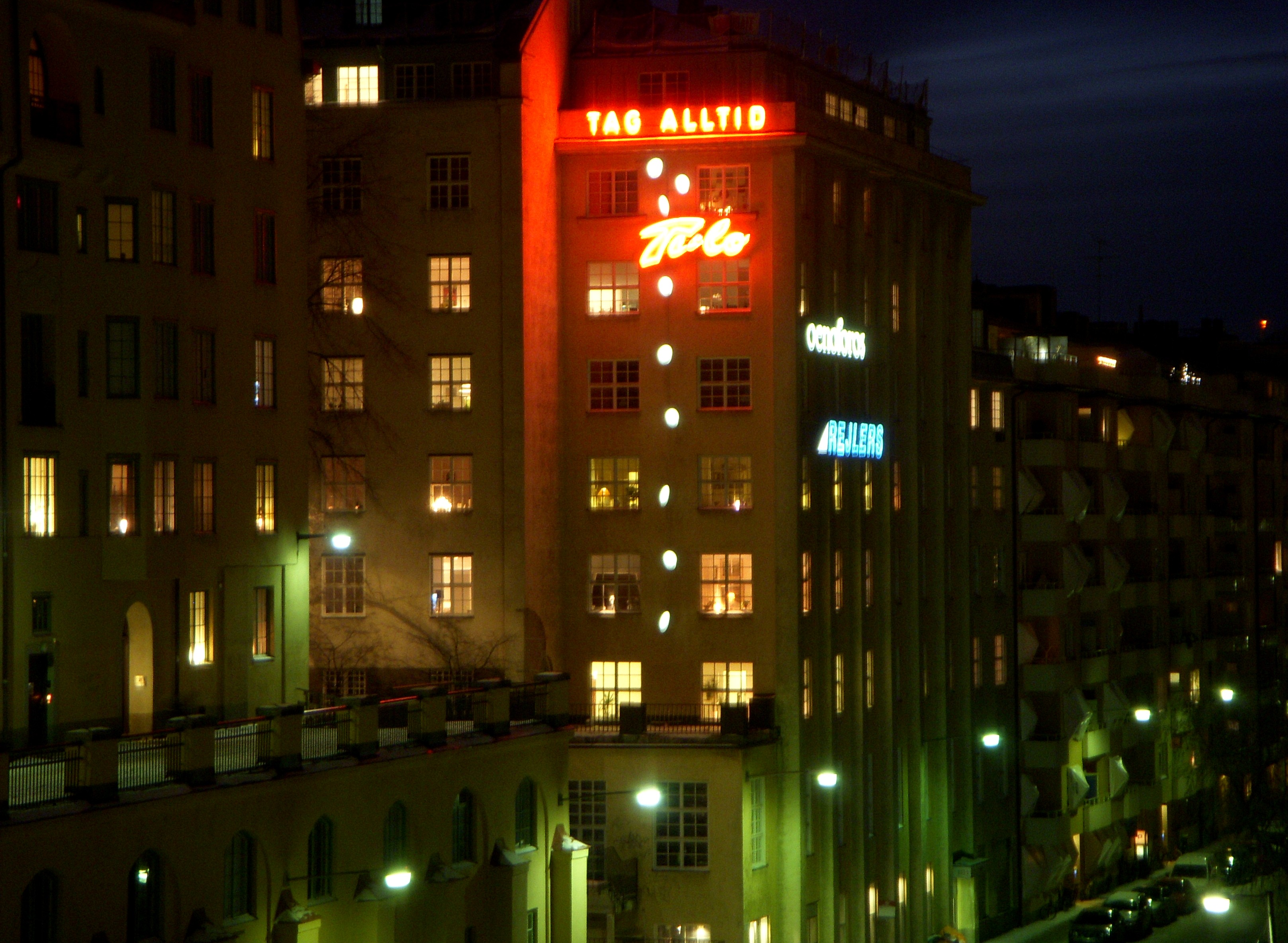
Den gamla byggnaden och Tulo-skylten år 2010.

Tulo är en svensk tuggbar halstablett ursprungligen tillverkad av Choklad-Thule eller AB Förenade Chokladfabrikerna, som det korrekta namnet var. Firman grundades 1910 och kom 1926 till Kungsholmen, då den nya fabriksbyggnaden uppfördes. År 1969 förvärvades Choklad-Thule av Cloetta. Tulo fanns bland annat med mentol-, citron- & honungssmak. Slogan för halstabletten var Tag Tulo i tid! och Tag alltid Tulo!. Numera tillverkas Tulo hos Sockerbageriet i Helsingborg, med smakerna Tulo Vit och Tulo Citron.
Halstabletten är även känd från ordspråket Tulo mellan knäna som bland annat används av Sunes mamma i filmen Sunes Sommar då dottern Anna ska träffa killen Leif (Robert Gustafsson) under kvällen.

## Tuloskylten
På den så kallade Thulefastigheten invid S:t Eriksbron i Stockholm monterades 1955 en ljusreklamskylt i neon för Tulo som löd "Tag alltid Tulo" och föreställde trillande halstabletter ner för fasaden. I början av 1990-talet gick skylten sönder och ägaren Cloetta bestämde att inte reparera skylten. Detta väckte starka känslor hos den prisbelönta journalisten Eva-Karin Gyllenberg på Dagens Nyheter som skrev en skarpt kritisk artikel om att "chokladgubbarna i Ljungsbro" inte förstod att skylten var en del av stadsbilden. Andra media hängde på uttalandet och vissa pratade till och med om godisbojkott. Stockholms kulturnämnd bestämde sig för att avsätta 10 000 kronor i bidrag för att renovera skylten och då bytte Cloetta inställning och tillförde 65 000 kronor och därmed kunde neonskylten återställas. Mitt under Vattenfestivalen tändes åter skylten den 7 augusti 1996.